# Allophyes alfaroi
Allophyes alfaroi ist ein Schmetterling aus der Familie der Eulenfalter (Noctuidae), der nur auf der Iberischen Halbinsel vorkommt.

## Merkmale
Die Falter haben eine Flügelspannweite von 36 bis 48 Millimetern und sehen der in Europa sehr weit verbreiteten Weißdorneule (Allophyes oxyacanthae) sehr ähnlich. Auch den Arten A. poweili, A. cretica und A. corsica sieht er sehr ähnlich, hat aber schmalere Vorderflügel mit einer graueren und blasseren Grundfarbe, besonders in der Flügelmitte. Das weiße Mal am Tornus (Innenwinkel) ist breiter und deutlicher. Weitere Unterschiede bestehen in den Genitalien beider Geschlechter.

### Ähnliche Arten
- Weißdorneule (Allophyes oxyacanthae) (Linnaeus, 1758) Europa
- Allophyes corsica (Spuler, 1905), Südwestfrankreich, Korsika, Sardinen, Sizilien, südliches Italien
- Allophyes cretica Pinker & Reisser, 1978, Kreta

## Geographische Verbreitung und Lebensraum

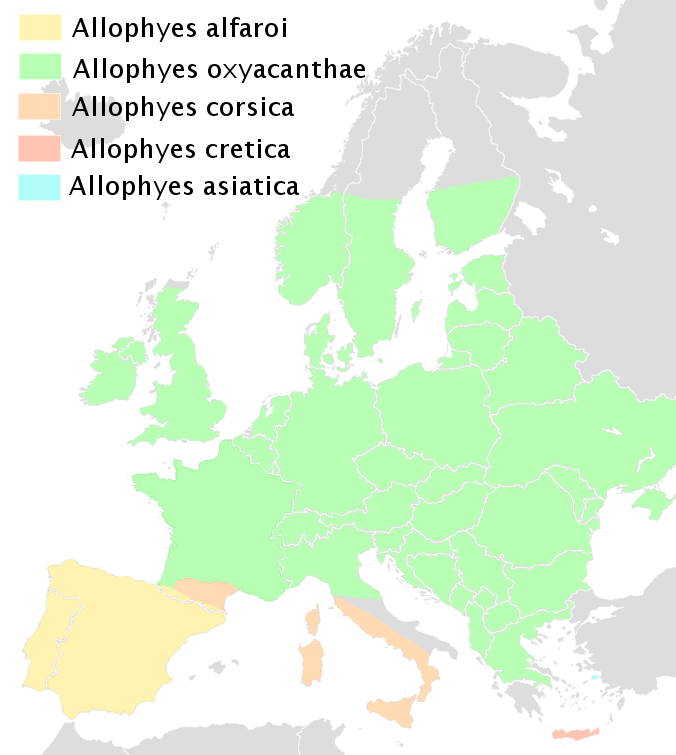
Verbreitung der Arten der Gattung Allophyes in Europa, Allophyes alfaroi gelb

Allophyes alfaroi ist endemisch auf der Iberischen Halbinsel und in einem schmalen Streifen nördlich der Pyrenäen in Frankreich.
Er bevorzugt mitteltrockene bis trockene (xerophile) Wälder, verbuschte Gebiete und Auwälder vom Tiefland über das Hügelland bis in die niederen Lagen der Gebirge. Die Falter sind überall dort anzutreffen, wo die Futterpflanzen der Raupen wachsen. Allophyes alfaroi ist weit verbreitet und fliegt in einer Generation (univoltin) von Mitte Oktober bis Mitte Dezember. Die Falter werden in größerer Anzahl von Lichtquellen und zuckerhaltigen Ködern angelockt.

## Lebensweise
Die Raupen ernähren sich von Eingriffeligem Weißdorn (Crataegus monogyna), Schlehdorn (Prunus spinosa), Felsenkirsche (Prunus mahaleb) und anderen Rosengewächsen (Rosaceae). Die Eier werden auf Zweigen nahe der Knospen an den Nahrungspflanzen abgelegt, die dann überwintern. Die Raupen schlüpfen von April bis Anfang Mai, direkt nach dem Austrieb der Blätter. Meisten ruhen sie tagsüber und fressen nachts. Im Mai und Juni sind sie ausgewachsen und verpuppen sich, nach einer ähnlich langen Präpuppenphase wie bei der Weißdorneule, in einem stabilen Kokon in der Erde, meist in der Nähe der Nahrungspflanze.

## Systematik
Die Systematik in der Gattung Allophyes ist nicht endgültig geklärt, es gibt mehrere Artkomplexe. Allophyes alfaroi wurde 1951 von Ramón Agenjo als Art erstbeschrieben. Später wurde er, wie auch Allophyes corsica, als Unterart der Weißdorneule (A. oxyacanthae) gesehen, zwischen denen es einen geographisch durchgehenden Übergang gibt. Allophyes alfaroi wird heute, auf Genitaluntersuchungen gestützt, als Art gesehen, deren Genitalien sich gut und ohne Übergangsformen von A. oxyacanthae und A. corsica unterscheiden.